# Добродан
Доброда́н (болг. Добродан) — село в Ловецькій області Болгарії. Входить до складу общини Троян.

## Населення
За даними перепису населення 2011 року у селі проживали 343 особи.
Національний склад населення села:
| Національність   | Кількість осіб | Відсоток |
| ---------------- | -------------- | -------- |
| болгари          | 240            | 86,6%    |
| турки            | 32             | 11,6%    |
| цигани           | 0              | 0%       |
| Всього відповіли | 277            |          |

Розподіл населення за віком у 2011 році:
Динаміка населення: